# Antoine Kambanda
Antoine Kambanda (ur. 10 listopada 1958 w Nyamacie) – rwandyjski duchowny rzymskokatolicki, doktor teologii moralnej, biskup diecezjalny Kibungo w latach 2013–2018, arcybiskup metropolita kigalijski od 2018, kardynał prezbiter od 2020.

## Życiorys
Urodził się 10 listopada 1958 w Nyamacie. Jest z pochodzenia Tutsi. Gdy miał cztery lata wraz z rodziną przeprowadził się do Burundi, a następnie do Ugandy, gdzie ukończył szkołę podstawową, zaś szkołę średnią ukończył w Kenii. W latach 1983–1984 studiował w małym seminarium duchownym w Rutongo, a w latach 1984–1990 w Wyższym Seminarium Duchownym Nyakibanda św. Karola Boromeusza w Butare.
Święcenia kapłańskie otrzymał 8 września 1990 w Kabgayi z rąk papieża Jana Pawła II podczas jego pielgrzymki do Rwandy. W latach 1993–1999 studiował w Akademii Alfonsjańskiej w Rzymie, gdzie uzyskał doktorat z teologii moralnej. W trakcie studiów jego rodzice, a także jego siostra i czterech z pięciu braci, zostali zamordowani w trakcie ludobójstwa w Rwandzie w 1994.
W latach 1990–1993 był prefektem w mniejszym seminarium św. Wincentego w Nderze. Po powrocie ze studiów został dyrektorem Caritas diecezji Kigali i dyrektorem diecezjalnej Komisji Sprawiedliwości i Pokoju. We wrześniu 2005 kardynał Crescenzio Sepe, prefekt Kongregacji Ewangelizacji Narodów, mianował go rektorem seminarium filozoficznego w Kabgayi, a w lutym 2006 przeniósł go na funkcję rektora Wyższego Seminarium Duchownym Nyakibanda św. Karola Boromeusza w Butare.
7 maja 2013 papież Franciszek mianował go biskupem diecezjalnym diecezji Kibungo. Święcenia biskupie przyjął 20 lipca 2013 na placu przed katedrą w Kibungo. Udzielił mu ich Thaddée Ntihinyurwa, arcybiskup metropolita Kigali, któremu asystowali Philippe Rukamba, biskup diecezjalny Butare, i Smaragde Mbonyintege, biskup diecezjalny Kabgayi. Jako zawołanie biskupie przyjął słowa „Ut vitam habeant” (Aby mieli życie). W 2016 został wybrany przez Konferencję Episkopatu Rwandy na uczestnika XIV Zwyczajnego Zgromadzenia Ogólnego Synodu Biskupów.
19 listopada 2018 został mianowany arcybiskupem metropolitą Kigali.
25 października 2020 podczas modlitwy Anioł Pański papież Franciszek ogłosił, że mianował go kardynałem. 28 listopada na konsystorzu w bazylice św. Piotra kreował go kardynałem prezbiterem, a jako kościół tytularny nadał mu bazylikę św. Sykstusa.
Jest pierwszym kardynałem pochodzącym z Rwandy.
10 sierpnia 2022 r. został Opiekunem Duchowym i Kapelanem Generalnym Rycerskiego i Szpitalnego Zakonu św. Łazarza z Jerozolimy (obediencji orleańskiej). Brał udział w konklawe 2025, które wybrało papieża Leona XIV.